# Velim (Stankovci)
Velim falu Horvátországban Zára megyében. Közigazgatásilag Stankovcihoz tartozik.

## Fekvése
Zárától légvonalban 47, közúton 58 km-re délkeletre, Šibeniktől légvonalban 22, közúton 27 km-re északnyugatra, községközpontjától 3 km-re délkeletre a 27-es számú főút mellett, Dalmácia északi részén fekszik.

## Története
Területén már a kora középkorban emberi település volt, ezt bizonyítják a Velištak nevű helyen talált 8. századi temető leletei. Velim első írásos említése megerősített helyként 1387-ből származik, amikor birtokosa Palisnai János vránai perjel volt. 1409-ben Dalmácia többi részével együtt a Velencei Köztársaság vásárolta meg. Az itteni toronyerőd része volt a dalmáciai városokat védő végvárrendszernek. 1538-ban annak megakadályozására, hogy erődje török kézre jusson, felgyújtották a velenceiek. Ebben az időszakban rövid ideig a ferencesek igazgatása alá tartozott, és új lakosság telepedett le. A vár 1546 és 1684 között török kézen volt. A kandiai háború során heves csata zajlott itt le, és végül 1684-ben rombolta le a török. A falu plébániáját 1682-ben említik először, és 1747-ig volt önálló plébánia székhelye. A török kiűzése után 1797-ig a Velencei Köztársasághoz tartozott. Miután a francia seregek felszámolták a Velencei Köztársaságot, a campo formiói béke értelmében osztrák csapatok szállták meg. 1806-ban a pozsonyi béke alapján az Első Francia Császárság Illír Tartományának része lett. 1815-ben a bécsi kongresszus újra Ausztriának adta, amely a Dalmát Királyság részeként Zárából igazgatta 1918-ig. A településnek 1857-ben 23, 1910-ben 118 lakosa volt. Az első világháború után előbb a Szerb-Horvát-Szlovén Királyság, majd Jugoszlávia része lett. A második világháború idején 1941-ben a szomszédos településekkel együtt Olaszország fennhatósága alá került. Az 1943. szeptemberi olasz kapituláció után visszatért Horvátországhoz. A településnek 2011-ben 123 lakosa volt, akik főként mezőgazdasággal és állattartással foglalkoztak.

## Lakosság
| Lakosság változása | Lakosság változása | Lakosság változása | Lakosság változása | Lakosság változása | Lakosság változása | Lakosság változása | Lakosság változása | Lakosság változása | Lakosság változása | Lakosság változása | Lakosság változása | Lakosság változása | Lakosság változása | Lakosság változása | Lakosság változása |
| ------------------ | ------------------ | ------------------ | ------------------ | ------------------ | ------------------ | ------------------ | ------------------ | ------------------ | ------------------ | ------------------ | ------------------ | ------------------ | ------------------ | ------------------ | ------------------ |
| 1857               | 1869               | 1880               | 1890               | 1900               | 1910               | 1921               | 1931               | 1948               | 1953               | 1961               | 1971               | 1981               | 1991               | 2001               | 2011               |
| 23                 | 0                  | 84                 | 85                 | 129                | 118                | 110                | 149                | 130                | 150                | 161                | 232                | 130                | 143                | 124                | 123                |

## Nevezetességei
Szent Antal tiszteletére szentelt kis temploma kezdetben a helyi plébános és a káplán házikápolnája volt. Amint az a templom homlokzatán olvasható 1894-ben kijavították és templommá építették át. Ekkor készült a márvány oltár rajta a védőszent fából faragott szobrával. Homlokzatán kerek ablakocska látható, harangépítményében két harang van. A templom a délszláv háború idején megsérült, csak 2003-ban állították helyre. Ekkor helyezték el benne Szent Anna új szobrát.